# Tomáš Černý
Tomáš Černý (né le 7 août 1987 en Ústí nad Labem à l'époque en Tchécoslovaquie et aujourd'hui en Tchéquie) est un footballeur tchèque qui évolue au poste de gardien de but.
Il joue à Aberdeen en Écosse.

## Biographie

### En club
Avec le CSKA Sofia, il joue 49 matchs en première division bulgare, et deux matchs en Ligue Europa.
Avec le club d'Ergotelis, il dispute 11 matchs en première division grecque.
Le 25 juillet 2018, il rejoint Aberdeen.

### En équipe nationale
Avec l'équipe de Tchéquie des moins de 19 ans, il participe au championnat d'Europe des moins de 19 ans en 2003. Les Tchèques atteignent les demi-finales de la compétition, en étant battus par les Italiens.